# 青岛北海造船
青岛北海造船，全称中国船舶集团青岛北海造船有限公司，中国船舶集团有限公司的成员单位，历史可追溯到德国租借胶州湾时期成立的青岛造船厂。

## 历史

### 德占时期

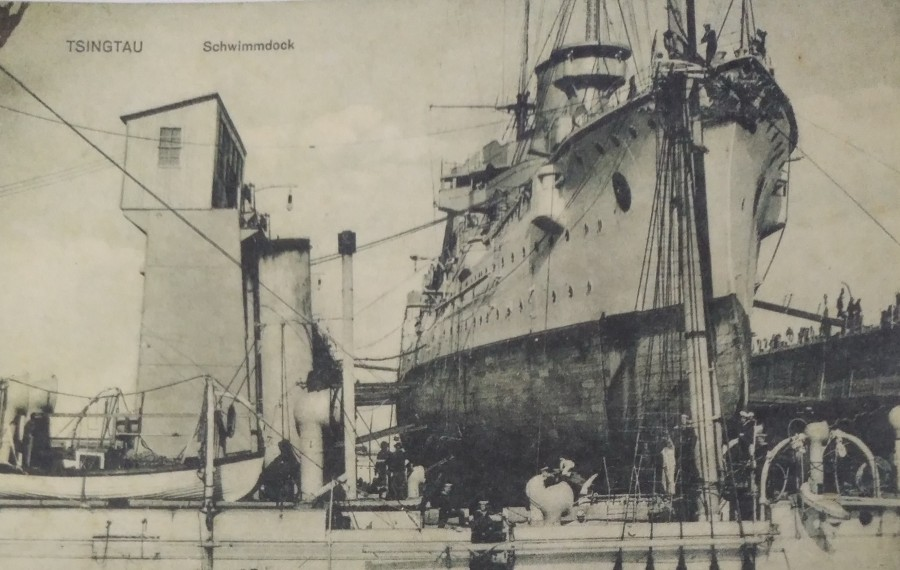
青岛造船厂的浮船坞

1897年11月14日，德国出兵占据胶澳地区。1898年3月6日，德國与清政府签订《胶澳租借条约》，胶澳成为德国租借地。胶澳总督府曾计划引入克虏伯等德国公司投资建厂，但并未得到响应，后自行筹划建厂。1900年开办的官办船厂最初仅为修船所，称“水师工务所”，厂址位于今莱阳路8号院内，后改名为“船坞工艺厂”。1901年，船厂在大港入海口处（今五号码头）另建新厂区。1903年11月，船坞工艺厂在青岛大港五号码头开工建造16000吨钢质浮船坞（活动船坞），1905年10月12日，浮船坞建成交付使用，另建有与浮船坞配套使用的150吨起重机。1907年2月，青岛船坞工艺厂迁址结束，4月1日全部投产交付使用，有工人1117名。1907年7月1日，青岛船坞工艺厂正式命名为“青岛造船厂”。因为官办船厂的竞争和挤压，奥斯特于1909年将其工厂出售，其中厂内设备、工具和材料，以及来自海参崴的一份价值26.5万马克的生产破冰船的订单一起卖给了青岛造船厂。

### 日占及民国时期
1914年第一次世界大战爆发，在日本侵占青岛前夕，德军将青岛造船厂船厂的重要设施全部破坏，浮船坞于11月3日被德军沉入海底。1914年11月11日，日军侵占青岛，青岛造船厂随后作为德国官办工业被日占当局强行霸占、接管。1915年9月，日军将16000吨浮船坞打捞出水，1916年7月4日，日军用“富士”号军舰将浮船坞劫运到日本佐世堡军港。日占当局将青岛造船厂被德军破坏后剩余的设备迁移到船渠港口工地，改建为港工事务所修船厂，并增建800吨级船台1座，可承担中小型船舶修造工程。
1922年，日本把青岛主权交还中国。1922年12月10日，港工事务所修船厂收归官办，但日本拒绝了中方提出的归还浮船坞要求，船厂后来改称港工事务所机工厂，生产获得一些恢复。1918年10月，青岛浮船坞被日本海军省借给神户造船厂，作为该船厂的第3船坞使用，后归属三菱神户造船厂，1987年停用，1988年2月解体为废铁处理。1938年日本第二次占领青岛前夕，150吨起重机被中国军队彻底炸毁。
1938年，日本第二次占领青岛，船厂遭受破坏更为严重。日军将青岛海军工厂改为“浦贺船渠株式会社青岛工厂”，修船厂成为其分厂。抗战胜利后的1946年，该厂被划归青岛港务局，称港务局工务科修船厂。1948年，该厂仅有80余名职工，生产技术力量薄弱。

### 共和国时期

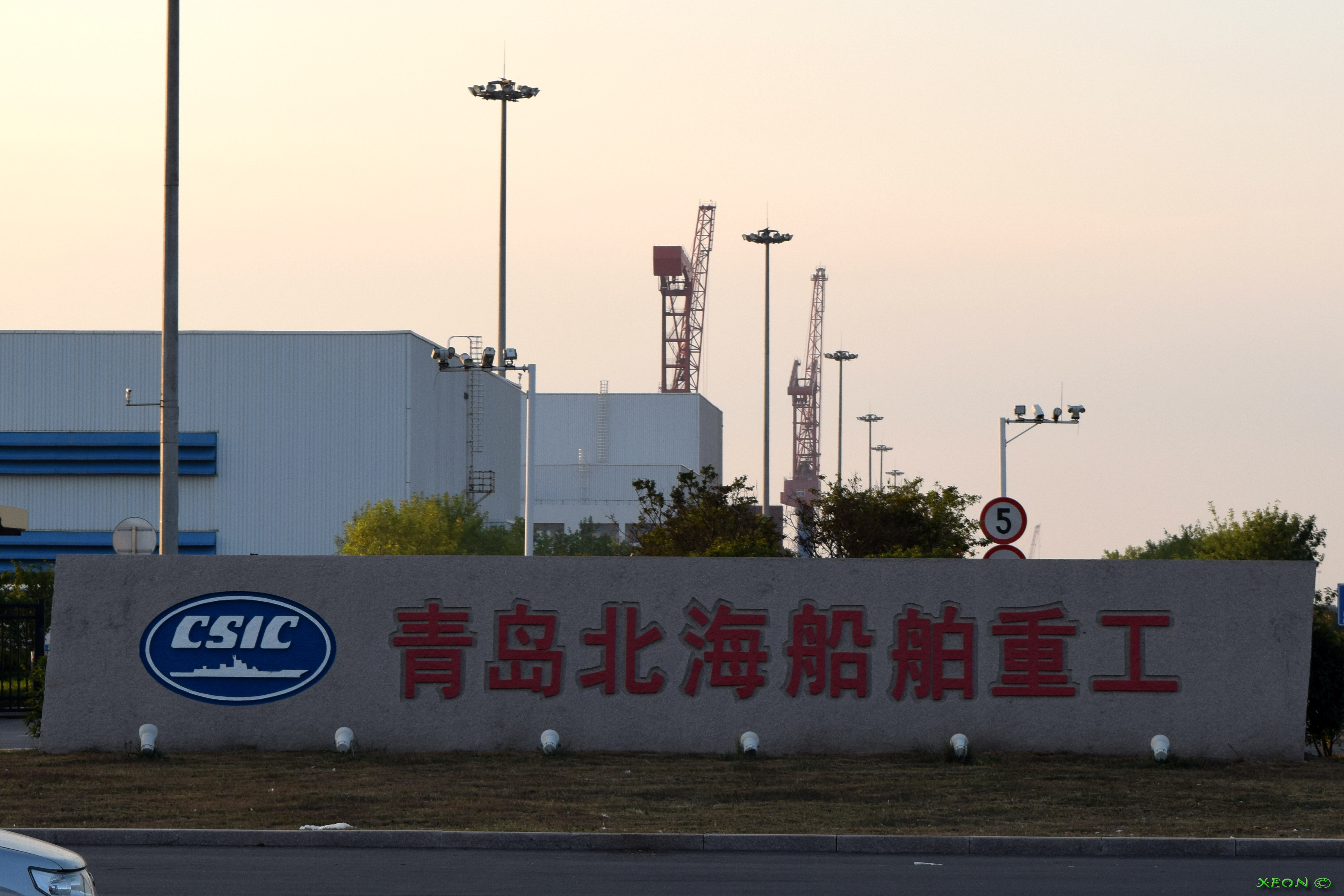
北船重工时期的公司名称，拍摄于2015年8月22日

1949年5月，中国人民解放军发动青即战役，于6月2日占领青岛。1949年6月2日，中国人民解放军青岛市军事管制委员会（简称青岛市军管会）、中国共产党青岛市委员会随军入市，立即开展接管青岛的工作，港务局工务科修船厂随之被市军管会接管，后交由相关部门进行管理。至1952年末，经过三年的经济恢复工作，港务局修船厂不仅修船生产得以恢复，修船能力也逐年提高。1952年，青岛港务局修船厂开始钢质工程船舶制造，至1959年，先后为山东省海运局设计建造成205吨和165吨钢质浮码头以及排水量562吨钢质拖轮各1艘。1963～1968年，青岛船舶修理厂为青岛港务局等单位设计建造成275吨和65吨、245吨钢质浮码头各1艘。
1968年11月至1969年7月，交通部红星船舶修造厂为中国援建刚果（布）小型木船制造厂建造160吨钢质浮码头和20立
方米钢质施工组合机动泥驳船各1艘。1970年6月28日，该厂建造成功第一艘排水量197吨294千瓦拖轮，并交付使用，至1982年共建造该型号钢质拖轮68艘。该厂还曾为青岛港务局建造成1200吨、115吨钢质浮码头各1艘，200吨钢质浮码头2艘以及150吨电焊船等。1980～1987年，青岛北海船厂先后为青岛港务局、青岛远洋运输公司、连云港港务局、大连港务局、中国南极考察队等设计建造成200吨、115吨、250吨、40吨、420吨、110吨钢质浮码头各2艘，63吨浮吊船5艘，150吨承压舟1艘。
1982年7月，该厂由交通部改属中国船舶工业总公司。1985年1月，青岛北海船厂修船分厂与日本钢管浅野船渠结为友好厂。1988年9月，青岛北海船厂建成极浅海步行式海洋石油钻井平台“胜利二号”，于1989年被国家评为“部级优质产品”。
1999年7月，根据国务院组建中国船舶重工集团公司的批复，归属中国船舶重工集团公司。2001年10月，经国务院批准，由国家开发银行、中国华融资产管理公司、中国船舶重工集团公司对青岛北海船厂进行资产重组，成立青岛北海船舶重工有限责任公司，简称北船重工，2002年1月正式注册成立。2004年6月，为支持青岛举行2008年夏季奧林匹克運動會帆船比賽建设青岛奥林匹克帆船中心的需要，北船重工整体搬迁至青岛海西湾造修船基地。
2011年，经过中国船舶重工集团公司的资产重组，青岛北船重工成为中国船舶重工股份有限公司控股子公司。2016年，根据中国船舶重工的重组计划，青岛北船重工与武船集团进行了资源和能力整合，成为武船集团控股子公司。2021年11月，北船重工成为中国船舶集团有限公司的成员单位，公司更名为中国船舶集团青岛北海造船有限公司，简称青岛北海造船。12月30日，中国船舶重工股份有限公司第五届董事会第十一次会议审议通过了《关于公司下属子公司股权划转暨资产整合的议案》，青岛北海造船正式脱离武船集团，升级成为中国船舶集团二级子公司。

## 厂区布局
| 方位   | 分区名称       | 简介                                                                                     |
| ------ | -------------- | ---------------------------------------------------------------------------------------- |
| 东部   | 造船分段制造区 | 配备有造船生产流水线，厂房面积达数十万平方米                                             |
| 西部   | 造船区         | 设有4台800吨门式起重机，50万吨级、30万吨级造船坞                                         |
| 北部   | 修船区         | 设有30万吨修船坞、15万吨修船坞和10万吨浮船坞，并配置有一台500吨门式起重机                |
| 东南部 | 游艇船机区     | 从事救生设备研发、生产                                                                   |
| 东北部 | 海工区         | 建有30万吨级海工建造坞、六联跨钢结构车间、五联跨模块车间、四喷九涂涂装车间和大型总装场地 |

## 船舶修理

### 军用船舶修理
德占时期，该厂曾为多国修理远东舰船，其中德国远东舰队的几艘驱逐舰都曾在该厂的1.6万吨浮船坞修理，清末民初的中国舰艇也曾在该厂修理过。1930年代，南京国民政府的“江利”号军舰和海军运水船等曾在该厂修理。1964年至1988年间，该厂修理军用船舶共计27艘，总排水量超过8万吨。其中，1964年至1968年曾为中国人民解放军陆军修理J103、J104、JB01、JB02等17艘运输舰艇。1979年至1988年间，该厂曾先后为中国人民解放军海军修理4艘小型舰艇和6艘大型运输舰。

### 运输船舶修理
建厂之初，该厂仅能修理小型驳船和小型货轮等运输船舶，1905年1.6万吨浮船坞投用后开始具备大、中型运输船舶的能力，随着浮船坞被日军劫走修船能力大幅度下降。至1949年6月，该厂仅能修理800吨以下运输船舶。1952年7月，青岛港务局修船厂将其船舶修理的经营范围逐步从青岛港扩大到青岛地区，到1970年代初已先后扩大到烟台、天津、秦皇岛、营口、大连、连云港和上海等地区。但该厂仅有的3条修船滑道和一座200余吨浮码头，仅能满足小型船舶的修理需求，期间该厂曾于1965年借用青岛港六号码头靠船泊位来修理上海海运局3,000吨级“战斗33”号货轮。
1975年12月26日，青岛北海船厂在燕儿岛新建的两座万吨级干船坞投产。首次万吨级坞修是修理青岛海运局的12,000吨级“鲁海56”号货轮。至1978年末，该厂又先后修理上海远洋运输公司、天津远洋运输公司、青岛远洋运输公司等公司的19艘万吨级船舶。截至1990年，青岛北海船厂又修理青岛海运局万吨级运输船舶29艘，天津远洋运输公司65艘，上海远洋运输公司10艘，上海海运局10艘，青岛远洋运输公司39艘，广州海运局63艘，广州远洋运输公司14艘，大连远洋运输公司5艘，其中对广州海运局35,124吨“滇池”轮的修理被评为“部级优质产品”。此外,青岛北海船厂还修理江苏远洋运输公司、浙江航运公司、福建海运公司、大连海运公司、烟台海运公司、国家海洋局北海分局、青岛丰华公司等单位的32艘运输船舶，其中万吨级以上15艘。
1975年12月后，青岛北海船厂修理的外籍轮船也逐渐增加，其中1977年修理成功的日本籍12,000吨“参号大盛丸”轮是该厂第一次坞修大型远洋运输外轮。至1985年，该船厂又先后修理日本籍远洋货轮2艘。1980至1981年间先后修理希腊籍载货2万吨级货轮2艘。截至1990年，曾修理香港籍万吨级以上运输船舶35艘，印度籍8艘，苏联籍7艘，挪威籍3艘，美国籍2艘，中波轮船股份公司6艘，新加坡籍7艘，秘鲁籍1艘。2021年蘇伊士運河阻塞事件中搁浅的集装箱船“長賜輪”事后便是在该厂的修船分厂进行维修的。

### 工程船舶修理
从创建至1949年，该厂曾先后修理过破冰船、挖泥船、起重机船、拖轮等工程船舶。1950至1970年间，该厂共修理小型工程船舶数百艘。1975年12月两座万吨级干船坞投产后，该厂开始具备大中型工程船舶修理能力，至1990年曾先后修理天津航道局3,837吨级拖轮、挖泥船等工程船舶15艘，烟台港务局1,064吨级拖轮、趸船、浮吊船等工程船舶14艘，连云港港务局3,200吨级拖轮、挖泥船、消防船等工程船舶29艘，交通部航务工程局第二工程处（航务二处）2,100吨级起重机船、挖泥船、打桩船等工程船舶46艘，青岛港务局3,200吨级拖轮、潜水船、浮吊船、趸船、消防船等工程船舶91艘，烟台救捞局9,600吨级拖轮、打捞船等工程船舶31艘，此外还有大连港务局、秦皇岛港务局、营口港务局、营口航道局、北海分局、中国科学院海洋研究所、山东海洋学院、上海航道局、交通部第三航务工程局第五工程处、石臼港务局等单位的拖轮、浮吊船、考察船、勘探船等工程船舶40余艘。
该厂曾在1981年7月至1982年1月为中华人民共和国石油工业部修理及改装“渤海四号”钻井平台，为中国首次修理海上钻井平台。1982至1983年先后两次为中华人民共和国地质矿产部修理8,000吨级“勘探2号”。1984年9月至1985年12月，先后4次修理“渤海六号”钻井平台。1985至1987年，青岛北海船厂先后修理日本籍870－3,500吨级工程船舶6艘。

### 捕捞及冷藏船舶修理
1950－1960年代，该厂曾修理多艘木质和钢质渔轮。1977年至1988年间，该厂曾为沾化县水产局、大连渔业公司、烟台渔业公司、文登海运局、山东外贸等单位修理渔轮和冷藏船，还曾修理波兰籍5,000吨远洋渔轮两艘以及苏联籍的4,674吨“塔依格诺斯”远洋渔轮。